# 50 kilomètres marche aux Jeux olympiques d'été de 1992
Navigation
Séoul 1988 Atlanta 1996
L'épreuve du 50 kilomètres marche aux Jeux olympiques de 1992 s'est déroulée le 7 août 1992 dans les rues de Barcelone, en Espagne, avec une arrivée au Stade olympique de Montjuic. Elle est remportée par le Russe Andrey Perlov qui concourrait pour l'équipe unifiée.

## Résultats

### Finale
| Rang               | Athlète               | Pays                        | Temps           |
| ------------------ | --------------------- | --------------------------- | --------------- |
| Médaille d'or      | Andrey Perlov         | Équipe unifiée de l’ex-URSS | 3 h 50 min 13 s |
| Médaille d'argent  | Carlos Mercenario     | Mexique                     | 3 h 52 min 09 s |
| Médaille de bronze | Ronald Weigel         | Allemagne                   | 3 h 53 min 45 s |
| 4                  | Valeriy Spitsyn       | Équipe unifiée de l’ex-URSS | 3 h 54 min 39 s |
| 5                  | Roman Mrázek          | Tchécoslovaquie             | 3 h 55 min 21 s |
| 6                  | Hartwig Gauder        | Allemagne                   | 3 h 56 min 47 s |
| 7                  | Valentin Kononen      | Finlande                    | 3 h 57 min 21 s |
| 8                  | Miguel Rodríguez      | Mexique                     | 3 h 58 min 26 s |
| 9                  | Josep Marín           | Espagne                     | 3 h 58 min 41 s |
| 10                 | Jesús Ángel García    | Espagne                     | 3 h 58 min 43 s |
| 11                 | Stefan Johansson      | Suède                       | 3 h 58 min 56 s |
| 12                 | Giuseppe De Gaetano   | Italie                      | 3 h 59 min 13 s |
| 13                 | Massimo Quiriconi     | Italie                      | 4 h 00 min 28 s |
| 14                 | Jaime Barroso         | Espagne                     | 4 h 02 min 08 s |
| 15                 | René Piller           | France                      | 4 h 02 min 40 s |
| 16                 | Alain Lemercier       | France                      | 4 h 06 min 31 s |
| 17                 | Martial Fesselier     | France                      | 4 h 07 min 30 s |
| 18                 | Fumio Imamura         | Japon                       | 4 h 07 min 45 s |
| 19                 | Simon Baker           | Australie                   | 4 h 08 min 11 s |
| 20                 | Pascal Charrière      | Suisse                      | 4 h 08 min 32 s |
| 21                 | Les Morton            | Royaume-Uni                 | 4 h 09 min 34 s |
| 22                 | Takehiro Sonohara     | Japon                       | 4 h 13 min 22 s |
| 23                 | Carl Schueler         | États-Unis                  | 4 h 13 min 38 s |
| 24                 | Tadahiro Kosaka       | Japon                       | 4 h 14 min 24 s |
| 25                 | José Urbano           | Portugal                    | 4 h 16 min 31 s |
| 26                 | Stefan Wögerbauer     | Autriche                    | 4 h 17 min 25 s |
| 27                 | Pavol Szikora         | Tchécoslovaquie             | 4 h 17 min 49 s |
| 28                 | José Magalhães        | Portugal                    | 4 h 20 min 12 s |
| 29                 | Pavol Blažek          | Tchécoslovaquie             | 4 h 22 min 33 s |
| 30                 | Paul Blagg            | Royaume-Uni                 | 4 h 23 min 10 s |
| 31                 | Harold van Beek       | Pays-Bas                    | 4 h 24 min 18 s |
| 32                 | Herman Nelson         | États-Unis                  | 4 h 25 min 49 s |
| —                  | Giovanni Perricelli   | Italie                      | DNF             |
| —                  | Aldo Bertoldi         | Suisse                      | DNF             |
| —                  | Marco Evoniuk         | États-Unis                  | DNF             |
| —                  | Robert Korzeniowski   | Pologne                     | DQ              |
| —                  | Guillaume LeBlanc     | Canada                      | DQ              |
| —                  | Germán Sánchez        | Mexique                     | DQ              |
| —                  | Aleksandr Potashov    | Équipe unifiée de l’ex-URSS | DQ              |
| —                  | Tim Berrett           | Canada                      | DQ              |
| —                  | Godfried Dejonckheere | Belgique                    | DQ              |
| —                  | José Pinto            | Portugal                    | DQ              |
| —                  | Li Mingcai            | Chine                       | DNS             |

## Légende
Records et Performances
- AR : Record continental (area record)
- CR : Record des championnats (championship record)
- MR : Record du meeting (meet record)
- NR : Record national (national record)
- OR : Record olympique (olympic record)
- PR : Record paralympique (paralympic record)
- PB : Record personnel (personal best)
- SB : Meilleure performance personnelle de la saison (season's best)
- WL : Meilleure performance mondiale de l'année (world leader)
- WJR : Record du monde junior (world junior record)
- WR : Record du monde (world record)

Circonstances et Conditions
- DNF : N'a pas terminé (did not finish)
- DNS : N'a pas pris le départ (did not start)
- DQ : Disqualification (disqualification)
- NM : Aucun essai valable enregistré (No Mark)
- Q : Qualifié « directement » au prochain tour (ou à la prochaine compétition), lors d'une compétition majeure, grâce au classement ou à la réalisation des minima (automatic qualifier)
- q : Qualifié au prochain tour (ou à la prochaine compétition), lors d'une compétition majeure, grâce au repêchage ou à la réalisation de l'une des meilleures performances parmi celles des « non qualifiés directement » (grâce au meilleur temps ou à la meilleure distance par exemple) (secondary qualifier)